# Presle
Presle is een gemeente in het Franse departement Savoie (regio Auvergne-Rhône-Alpes) en telt 440 inwoners (2004). De plaats maakt deel uit van het arrondissement Chambéry.

## Geografie
De oppervlakte van Presle bedraagt 11,4 km², de bevolkingsdichtheid is 38,6 inwoners per km².
De onderstaande kaart toont de ligging van Presle met de belangrijkste infrastructuur en aangrenzende gemeenten.

## Demografie
Onderstaande figuur toont het verloop van het inwonertal (bron: INSEE-tellingen).